# Heptathlon aux championnats du monde d'athlétisme 2023
Pour des articles plus généraux, voir Championnats du monde d'athlétisme 2023 et Épreuves combinées aux championnats du monde d'athlétisme.
Navigation
Eugene 2022 Tokyo 2025
Le concours de l'heptathlon des championnats du monde de 2023 se déroule les 19 et 20 août 2023 au sein du Centre national d'athlétisme à Budapest, en Hongrie.

## Qualification
La période de qualification est comprise entre le 31 janvier 2022 et le 30 juillet 2023.

## Engagées
| - Anna Hall - Annie Kunz - Taliyah Brooks - Chari Hawkins - Katarina Johnson-Thompson - Sophie Weißenberg - Vanessa Grimm - Carolin Schäfer - Saga Vanninen - Sofie Dokter - Emma Oosterwegel - Anouk Vetter | - Esther Condé-Turpin - Auriana Lazraq-Khlass - Léonie Cambours - Yekaterina Voronina - Sarah Lagger - Kate O'Connor - Paulina Ligarska - Martha Valeria Araujo Sinisterra - Xénia Krizsán - Rita Nemes - Noor Vidts - Annik Kälin |

La championne du monde en titre, Nafissatou Thiam, blessée, et Adrianna Sułek leader de la Coupe du monde des épreuves combinées au 30 juillet 2023, enceinte, sont les principales absentes.

## Résultats

### Classement final
Classement après 7 épreuves :
| Rang               | Athlète                          | Pays        | 100 m h. | Hauteur | Poids   | 200 m   | Longueur | Javelot | 800 m         | Total | Notes |
| ------------------ | -------------------------------- | ----------- | -------- | ------- | ------- | ------- | -------- | ------- | ------------- | ----- | ----- |
| Médaille d'or      | Katarina Johnson-Thompson        | Royaume-Uni | 13 s 50  | 1,86 m  | 13,64 m | 23 s 48 | 6,54 m   | 46,14 m | 2 min 05 s 63 | 6740  | SB    |
| Médaille d'argent  | Anna Hall                        | États-Unis  | 12 s 97  | 1,83 m  | 14,54 m | 23 s 56 | 6,19 m   | 44,88 m | 2 min 04 s 09 | 6720  |       |
| Médaille de bronze | Anouk Vetter                     | Pays-Bas    | 13 s 42  | 1,71 m  | 15,72 m | 24 s 28 | 5,99 m   | 59,57 m | 2 min 20 s 49 | 6501  | SB    |
| 4                  | Xénia Krizsán                    | Hongrie     | 13 s 48  | 1,77 m  | 14,18 m | 25 s 16 | 6,30 m   | 51,23 m | 2 min 08 s 93 | 6479  | SB    |
| 5                  | Emma Oosterwegel                 | Pays-Bas    | 13 s 38  | 1,71 m  | 14,16 m | 24 s 58 | 6,19 m   | 54,88 m | 2 min 12 s 06 | 6464  | SB    |
| 6                  | Noor Vidts                       | Belgique    | 13 s 33  | 1,80 m  | 14,40 m | 24 s 23 | 6,35 m   | 41,00 m | 2 min 09 s 48 | 6450  | SB    |
| 7                  | Sophie Weissenberg               | Allemagne   | 13 s 58  | 1,86 m  | 13,97 m | 23 s 88 | 6,10 m   | 48,51 m | 2 min 18 s 03 | 6438  | PB    |
| 8                  | Chari Hawkins                    | États-Unis  | 13 s 04  | 1,83 m  | 14,40 m | 24 s 38 | 6,16 m   | 45,77 m | 2 min 22 s 53 | 6366  | PB    |
| 9                  | Saga Vanninen                    | Finlande    | 13 s 62  | 1,80 m  | 14,78 m | 24 s 71 | 6,06 m   | 48,32 m | 2 min 20 s 13 | 6289  |       |
| 10                 | Rita Nemes                       | Hongrie     | 13 s 63  | 1,77 m  | 12,97 m | 25 s 04 | 6,29 m   | 44,68 m | 2 min 10 s 65 | 6232  | PB    |
| 11                 | Sofie Dokter                     | Pays-Bas    | 13 s 82  | 1,80 m  | 12,97 m | 23 s 89 | 6,09 m   | 44,46 m | 2 min 17 s 98 | 6192  |       |
| 12                 | Auriana Lazraq-Khlass            | France      | 13 s 62  | 1,77 m  | 13,48 m | 24 s 02 | 6,01 m   | 42,29 m | 2 min 14 s 25 | 6179  | PB    |
| 13                 | Kate O'Connor                    | Irlande     | 13 s 57  | 1,80 m  | 13,47 m | 24 s 78 | 5,74 m   | 46,07 m | 2 min 14 s 06 | 6145  | SB    |
| 14                 | Vanessa Grimm                    | Allemagne   | 14 s 00  | 1,74 m  | 14,43 m | 24 s 91 | 6,10 m   | 42,08 m | 2 min 14 s 36 | 6088  | SB    |
| 15                 | Léonie Cambours                  | France      | 13 s 56  | 1,74 m  | 13,39 m | 25 s 03 | 6,09 m   | 39,07 m | 2 min 19 s 34 | 5939  | SB    |
| 16                 | Yekaterina Voronina              | Ouzbékistan | 14 s 77  | 1,77 m  | 13,15 m | 25 s 48 | 5,71 m   | 50,02 m | 2 min 14 s 03 | 5922  |       |
| 17                 | Sarah Lagger                     | Autriche    | 14 s 21  | 1,77 m  | 13,78 m | 25 s 86 | 5,85 m   | 43,79 m | 2 min 15 s 32 | 5910  |       |
| 18                 | Esther Condé-Turpin              | France      | 13 s 24  | 1,77 m  | 12,79 m | 25 s 04 | NM       | 40,81 m | 2 min 11 s 23 | 5256  |       |
|                    | Martha Valeria Araujo Sinisterra | Colombie    | 13 s 65  | 1,65 m  | 12,71 m | 25 s 67 | 5,90 m   | 44,87 m | DNS           | DNF   |       |
| Paulina Ligarska   | Pologne                          | 14 s 31     | 1,71 m   | 13,71 m | 25 s 41 | 5,66 m  | 40,57 m  | DNS     |               | DNF   |       |
| Taliyah Brooks     | États-Unis                       | 12 s 78     | 1,80 m   | 13,45 m | 23 s 85 | NM      | DNS      | DNS     |               | DNF   |       |
| Carolin Schäfer    | Allemagne                        | 13 s 60     | 1,77 m   | 13,98 m | DNS     | DNS     | DNS      | DNS     |               | DNF   |       |
| Annik Kälin        | Suisse                           | 13 s 36     | 1,71 m   | DNS     | DNS     | DNS     | DNS      | DNS     |               | DNF   |       |

### Résultats par épreuves

#### 100 mètres haies
| 100 mètres haies | 100 mètres haies | 100 mètres haies                 | 100 mètres haies | 100 mètres haies | 100 mètres haies | 100 mètres haies |
| Rang             | Série            | Athlète                          | Nationalité      | Résultat         | Points           | Notes            |
| ---------------- | ---------------- | -------------------------------- | ---------------- | ---------------- | ---------------- | ---------------- |
| 1                | 3                | Taliyah Brooks                   | États-Unis       | 12 s 78          | 1158             | SB               |
| 2                | 3                | Anna Hall                        | États-Unis       | 12 s 97          | 1129             |                  |
| 3                | 3                | Chari Hawkins                    | États-Unis       | 13 s 04          | 1118             | PB               |
| 4                | 3                | Esther Turpin                    | France           | 13 s 24          | 1089             | SB               |
| 5                | 1                | Noor Vidts                       | Belgique         | 13 s 33          | 1075             | SB               |
| 6                | 2                | Annik Kälin                      | Suisse           | 13 s 36          | 1071             | SB               |
| 7                | 2                | Emma Oosterwegel                 | Pays-Bas         | 13 s 38          | 1068             | SB               |
| 8                | 3                | Anouk Vetter                     | Pays-Bas         | 13 s 42          | 1062             |                  |
| 9                | 1                | Xénia Krizsán                    | Hongrie          | 13 s 48          | 1053             | SB               |
| 10               | 3                | Katarina Johnson-Thompson        | Royaume-Uni      | 13 s 50          | 1050             |                  |
| 11               | 2                | Léonie Cambours                  | France           | 13 s 56          | 1041             | =SB              |
| 12               | 1                | Kate O'Connor                    | Irlande          | 13 s 57          | 1040             | PB               |
| 13               | 2                | Sophie Weissenberg               | Allemagne        | 13 s 58          | 1039             |                  |
| 14               | 3                | Carolin Schäfer                  | Allemagne        | 13 s 60          | 1036             |                  |
| 15               | 2                | Auriana Lazraq-Khlass            | France           | 13 s 62          | 1033             |                  |
| 16               | 3                | Saga Vanninen                    | Finlande         | 13 s 62          | 1033             |                  |
| 17               | 2                | Rita Nemes                       | Hongrie          | 13 s 63          | 1031             |                  |
| 18               | 2                | Martha Valeria Araujo Sinisterra | Colombie         | 13 s 65          | 1028             |                  |
| 19               | 2                | Sofie Dokter                     | Pays-Bas         | 13 s 82          | 1004             |                  |
| 20               | 1                | Vanessa Grimm                    | Allemagne        | 14 s 00          | 978              |                  |
| 21               | 1                | Sarah Lagger                     | Autriche         | 14 s 21          | 949              |                  |
| 22               | 1                | Paulina Ligarska                 | Pologne          | 14 s 31          | 935              |                  |
| 23               | 1                | Yekaterina Voronina              | Ouzbékistan      | 14 s 77          | 872              |                  |

#### Saut en hauteur
| Saut en hauteur | Saut en hauteur | Saut en hauteur                  | Saut en hauteur | Saut en hauteur | Saut en hauteur | Saut en hauteur | Saut en hauteur | Saut en hauteur | Saut en hauteur | Saut en hauteur | Saut en hauteur | Saut en hauteur | Saut en hauteur | Saut en hauteur | Saut en hauteur | Saut en hauteur | Saut en hauteur | Saut en hauteur | Saut en hauteur | Saut en hauteur |
| Rang            | Groupe          | Athlète                          | Nationalité     | 1,56            | 1,59            | 1,62            | 1,65            | 1,68            | 1,71            | 1,74            | 1,77            | 1,80            | 1,83            | 1,86            | 1,89            | Résultat        | Points          | Notes           | Classement      | Classement      |
| Rang            | Groupe          | Athlète                          | Nationalité     | 1,56            | 1,59            | 1,62            | 1,65            | 1,68            | 1,71            | 1,74            | 1,77            | 1,80            | 1,83            | 1,86            | 1,89            | Résultat        | Points          | Notes           | Points          | Rang            |
| --------------- | --------------- | -------------------------------- | --------------- | --------------- | --------------- | --------------- | --------------- | --------------- | --------------- | --------------- | --------------- | --------------- | --------------- | --------------- | --------------- | --------------- | --------------- | --------------- | --------------- | --------------- |
| 1               | A               | Sophie Weissenberg               | Allemagne       | -               | -               | -               | -               | -               | -               | o               | o               | o               | xxo             | xo              | xr              | 1,86 m          | 1054            | PB              | 2093            | 5               |
| 2               | A               | Katarina Johnson-Thompson        | Royaume-Uni     | -               | -               | -               | -               | -               | -               | -               | o               | xxo             | xo              | xxo             | xxx             | 1,86 m          | 1054            |                 | 2104            | 4               |
| 3               | A               | Anna Hall                        | États-Unis      | -               | -               | -               | -               | -               | -               | o               | o               | xo              | o               | xxx             |                 | 1,83 m          | 1016            |                 | 2145            | 1               |
| 3               | A               | Charie Hawkins                   | États-Unis      | -               | -               | -               | -               | -               | o               | o               | o               | xo              | o               | xxx             |                 | 1,83 m          | 1016            | SB              | 2134            | 3               |
| 5               | A               | Taliyah Brooks                   | États-Unis      | -               | -               | -               | -               | -               | -               | o               | xo              | o               | xxx             |                 |                 | 1,80 m          | 978             |                 | 2136            | 2               |
| 5               | A               | Kate O'Connor                    | Irlande         | -               | -               | -               | o               | o               | o               | o               | xo              | o               | xxx             |                 |                 | 1,80 m          | 978             | SB              | 2018            | 8               |
| 7               | A               | Noor Vidts                       | Belgique        | -               | -               | -               | -               | o               | o               | xxo             | o               | xo              | xxx             |                 |                 | 1,80 m          | 978             |                 | 2053            | 6               |
| 8               | A               | Saga Vanninen                    | Finlande        | -               | -               | -               | -               | o               | o               | xo              | o               | xxo             | xxx             |                 |                 | 1,80 m          | 978             | PB              | 2011            | 9               |
| 8               | A               | Sofie Dokter                     | Pays-Bas        | -               | -               | -               | -               | -               | o               | o               | xo              | xxo             | xxx             |                 |                 | 1,80 m          | 978             |                 | 1982            | 11              |
| 10              | A               | Yekaterina Voronina              | Ouzbékistan     | -               | -               | -               | o               | o               | xo              | o               | o               | xxx             |                 |                 |                 | 1,77 m          | 941             |                 | 1813            | 22              |
| 10              | B               | Auriana Lazraq-Khlass            | France          | -               | -               | o               | o               | o               | xo              | o               | o               | xxx             |                 |                 |                 | 1,77 m          | 941             | PB              | 1974            | 13              |
| 12              | A               | Rita Nemes                       | Hongrie         | -               | -               | -               | o               | o               | xxo             | o               | o               | xxx             |                 |                 |                 | 1,77 m          | 941             |                 | 1972            | 14              |
| 13              | B               | Xénia Krizsán                    | Hongrie         | -               | -               | o               | o               | o               | o               | o               | xo              | xxx             |                 |                 |                 | 1,77 m          | 941             |                 | 1994            | 10              |
| 13              | B               | Carolin Schäfer                  | Allemagne       | -               | -               | -               | o               | o               | o               | o               | xo              | xxx             |                 |                 |                 | 1,77 m          | 941             | SB              | 1977            | 12              |
| 15              | B               | Sarah Lagger                     | Autriche        | -               | -               | -               | o               | o               | o               | o               | xxo             | xxx             |                 |                 |                 | 1,77 m          | 941             | SB              | 1890            | 19              |
| 15              | B               | Esther Condé-Turpin              | France          | -               | -               | -               | o               | o               | o               | o               | xxo             | xxx             |                 |                 |                 | 1,77 m          | 941             | SB              | 2030            | 7               |
| 17              | B               | Vanessa Grimm                    | Allemagne       | -               | -               | o               | o               | o               | xo              | o               | xxx             |                 |                 |                 |                 | 1,74 m          | 903             | SB              | 1881            | 20              |
| 18              | A               | Léonie Cambours                  | France          | -               | -               | -               | -               | xo              | xo              | xxo             | xxx             |                 |                 |                 |                 | 1,74 m          | 903             | SB              | 1944            | 15              |
| 19              | B               | Anouk Vetter                     | Pays-Bas        | -               | -               | -               | xo              | o               | o               | xxx             |                 |                 |                 |                 |                 | 1,71 m          | 867             | SB              | 1929            | 18              |
| 19              | B               | Annik Kälin                      | Suisse          | -               | -               | -               | -               | xo              | o               | xr              |                 |                 |                 |                 |                 | 1,71 m          | 867             | SB              | 1938            | 16              |
| 21              | B               | Emma Oosterwegel                 | Pays-Bas        | -               | -               | o               | o               | o               | xo              | xxx             |                 |                 |                 |                 |                 | 1,71 m          | 867             | SB              | 1935            | 17              |
| 21              | B               | Paulina Ligarska                 | Pologne         | -               | -               | o               | o               | o               | xo              | xxx             |                 |                 |                 |                 |                 | 1,71 m          | 867             | SB              | 1802            | 23              |
| 23              | B               | Martha Valeria Araujo Sinisterra | Colombie        | o               | xo              | o               | o               | xxx             |                 |                 |                 |                 |                 |                 |                 | 1,65 m          | 795             | SB              | 1823            | 21              |

#### Lancer du poids
| Lancer du poids | Lancer du poids | Lancer du poids                  | Lancer du poids | Lancer du poids | Lancer du poids | Lancer du poids | Lancer du poids | Lancer du poids | Lancer du poids | Lancer du poids | Lancer du poids |
| Rang            | Groupe          | Athlète                          | Nationalité     | Essai 1         | Essai 2         | Essai 3         | Résultat        | Points          | Notes           | Classement      | Classement      |
| Rang            | Groupe          | Athlète                          | Nationalité     | Essai 1         | Essai 2         | Essai 3         | Résultat        | Points          | Notes           | Points          | Rang            |
| --------------- | --------------- | -------------------------------- | --------------- | --------------- | --------------- | --------------- | --------------- | --------------- | --------------- | --------------- | --------------- |
| 1               | A               | Anouk Vetter                     | Pays-Bas        | 15,38 m         | 15,72 m         | 15,08 m         | 15,72 m         | 909             | SB              | 2838            | 8               |
| 2               | A               | Saga Vanninen                    | Finlande        | 13,60 m         | 14,38 m         | 14,78 m         | 14,78 m         | 846             |                 | 2857            | 7               |
| 3               | A               | Anna Hall                        | États-Unis      | 14,26 m         | 14,27 m         | 14,54 m         | 14,54 m         | 830             | PB              | 2975            | 1               |
| 4               | A               | Vanessa Grimm                    | Allemagne       | 14,43 m         | 14,32 m         | 13,72 m         | 14,43 m         | 923             |                 | 2704            | 16              |
| 5               | A               | Noor Vidts                       | Belgique        | 13,96 m         | 13,92 m         | 14,40 m         | 14,40 m         | 821             | SB              | 2874            | 5               |
| 6               | A               | Chari Hawkins                    | États-Unis      | 14,40 m         | x               | 13,69 m         | 14,40 m         | 821             | PB              | 2955            | 2               |
| 7               | B               | Xénia Krizsán                    | Hongrie         | 14,18 m         | 13,87 m         | 13,86 m         | 14,18 m         | 806             | SB              | 2800            | 9               |
| 8               | A               | Emma Oosterwegel                 | Pays-Bas        | 14,16 m         | x               | 14,10 m         | 14,16 m         | 805             |                 | 2740            | 13              |
| 9               | A               | Carolin Schäfer                  | Allemagne       | x               | 13,98 m         | x               | 13,98 m         | 793             |                 | 2770            | 11              |
| 10              | B               | Sophie Weissenberg               | Allemagne       | x               | 12,81 m         | 13,97 m         | 13,97 m         | 792             | SB              | 2885            | 4               |
| 11              | A               | Sarah Lagger                     | Autriche        | 12,93 m         | 13,78 m         | 13,39 m         | 13,78 m         | 779             |                 | 2669            | 19              |
| 12              | A               | Pauline Ligarska                 | Pologne         | 13,69 ù         | x               | 13,71 m         | 13,71 m         | 775             |                 | 2577            | 20              |
| 13              | B               | Katarina Johnson-Thompson        | Royaume-Uni     | 13,64 m         | 13,36 m         | 13,14 m         | 13,64 m         | 770             |                 | 2874            | 5               |
| 14              | B               | Auriana Lazraq-Khlass            | France          | 12,44 m         | 12,85 m         | 13,48 m         | 13,48 m         | 759             |                 | 2733            | 14              |
| 15              | A               | Kate O'Connor                    | Irlande         | 13,47 m         | 13,19 m         | 13,41 m         | 13,47 m         | 759             |                 | 2777            | 10              |
| 16              | B               | Taliyah Brooks                   | États-Unis      | 12,85 m         | 13,45 m         | 13,04 m         | 13,45 m         | 757             |                 | 2893            | 3               |
| 17              | B               | Léonie Cambours                  | France          | 13,39 m         | x               | x               | 13,39 m         | 753             |                 | 2697            | 17              |
| 18              | B               | Sofie Dokter                     | Pays-Bas        | 12,43 m         | 12,82 m         | 13,16 m         | 13,16 m         | 738             |                 | 2720            | 15              |
| 19              | B               | Yekaterina Voronina              | Ouzbékistan     | 12,31 m         | 13,15 m         | x               | 13,15 m         | 737             |                 | 2550            | 21              |
| 20              | B               | Rita Nemes                       | Hongrie         | 12,97 m         | 12,23 m         | 12,79 m         | 12,97 m         | 725             |                 | 2697            | 17              |
| 21              | B               | Esther Condé-Turpin              | France          | 12,79 m         | 12,76 m         | x               | 12,79 m         | 713             |                 | 2743            | 12              |
| 22              | B               | Martha Valeria Araujo Sinisterra | Colombie        | 12,71 m         | 12,61 m         | 12,10 m         | 12,71 m         | 708             |                 | 2531            | 22              |
|                 | A               | Annik Kälin                      | Suisse          | DNS             | DNS             | DNS             | DNS             | DNS             | DNS             | DNF             | DNF             |

#### 200 mètres
| 200 mètres | 200 mètres | 200 mètres                       | 200 mètres  | 200 mètres | 200 mètres | 200 mètres | 200 mètres | 200 mètres |
| Rang       | Série      | Athlète                          | Nationalité | Résultat   | Points     | Notes      | Classement | Classement |
| Rang       | Série      | Athlète                          | Nationalité | Résultat   | Points     | Notes      | Points     | Rang       |
| ---------- | ---------- | -------------------------------- | ----------- | ---------- | ---------- | ---------- | ---------- | ---------- |
| 1          | 3          | Katarina Johnson-Thompson        | Royaume-Uni | 23 s 48    | 1031       |            | 3905       | 2          |
| 2          | 3          | Anna Hall                        | États-Unis  | 23 s 56    | 1023       |            | 3998       | 1          |
| 3          | 3          | Taliyah Brooks                   | États-Unis  | 23 s 85    | 995        |            | 3888       | 4          |
| 4          | 3          | Sophie Weissenberg               | Allemagne   | 23 s 88    | 992        |            | 3877       | 5          |
| 5          | 3          | Sofie Dokter                     | Pays-Bas    | 23 s 89    | 991        |            | 3711       | 10         |
| 6          | 2          | Auriana Lazraq-Khlass            | France      | 24 s 02    | 979        | PB         | 3712       | 9          |
| 7          | 1          | Noor Vidts                       | Belgique    | 24 s 23    | 959        | SB         | 3833       | 6          |
| 8          | 3          | Anouk Vetter                     | Pays-Bas    | 24 s 28    | 954        |            | 3792       | 7          |
| 9          | 3          | Chari Hawkins                    | États-Unis  | 24 s 38    | 945        |            | 3900       | 3          |
| 10         | 2          | Emma Oosterwegel                 | Pays-Bas    | 24 s 58    | 926        |            | 3666       | 13         |
| 11         | 2          | Saga Vanninen                    | Finlande    | 24 s 71    | 914        |            | 3771       | 8          |
| 12         | 2          | Kate O'Connor                    | Irlande     | 24 s 78    | 907        | SB         | 3684       | 11         |
| 13         | 2          | Vanessa Grimm                    | Allemagne   | 24 s 91    | 895        |            | 3599       | 15         |
| 14         | 1          | Léonie Cambours                  | France      | 25 s 03    | 884        | SB         | 3581       | 16         |
| 15         | 2          | Esther Condé-Turpin              | France      | 25 s 04    | 883        |            | 3626       | 14         |
| 16         | 2          | Rita Nemes                       | Hongrie     | 25 s 04    | 883        |            | 3580       | 17         |
| 17         | 1          | Xénia Krizsán                    | Hongrie     | 25 s 16    | 872        | SB         | 3672       | 12         |
| 18         | 2          | Paulina Ligarska                 | Pologne     | 25 s 41    | 850        |            | 3427       | 19         |
| 19         | 1          | Yekaterina Voronina              | Ouzbékistan | 25 s 48    | 843        |            | 3393       | 20         |
| 20         | 1          | Martha Valeria Araujo Sinisterra | Colombie    | 25 s 67    | 826        |            | 3357       | 21         |
| 21         | 1          | Sarah Lagger                     | Autriche    | 25 s 86    | 809        |            | 3478       | 18         |
|            | 1          | Annik Kälin                      | Suisse      | DNS        | DNS        | DNS        | DNF        | DNF        |
|            | 3          | Carolin Schäfer                  | Allemagne   | DNS        | DNS        | DNS        | DNF        | DNF        |

#### Saut en longueur
| Lancer du javelot | Lancer du javelot                | Lancer du javelot | Lancer du javelot | Lancer du javelot | Lancer du javelot | Lancer du javelot | Lancer du javelot | Lancer du javelot | Lancer du javelot | Lancer du javelot |
| Rang              | Athlète                          | Nationalité       | Lancer            | Lancer            | Lancer            | Résultat          | Points            | Notes             | Classement        | Classement        |
| Rang              | Athlète                          | Nationalité       | 1                 | 2                 | 3                 | Résultat          | Points            | Notes             | Points            | Rang              |
| ----------------- | -------------------------------- | ----------------- | ----------------- | ----------------- | ----------------- | ----------------- | ----------------- | ----------------- | ----------------- | ----------------- |
| 1                 | Katarina Johnson-Thompson        | Royaume-Uni       | 6,37 m            | 6,45 m            | 6,54 m            | 6,54 m            | 1020              |                   | 4925              | 1                 |
| 2                 | Noor Vidts                       | Belgique          | 6,13 m            | 6,35 m            | 6,27 m            | 6,35 m            | 959               |                   | 4792              | 4                 |
| 3                 | Xénia Krizsán                    | Hongrie           | 5,87 m            | 6,30 m            | -                 | 6,30 m            | 943               | SB                | 4615              | 8                 |
| 4                 | Rita Nemes                       | Hongrie           | 6,29 m            | 6,11 m            | -                 | 6,29 m            | 940               |                   | 4520              | 12                |
| 5                 | Anna Hall                        | États-Unis        | 6,18 m            | 6,19 m            | 6,13 m            | 6,19 m            | 908               |                   | 4906              | 2                 |
| 6                 | Emma Oosterwegel                 | Pays-Bas          | 6,19 m            | x                 | x                 | 6,19 m            | 908               |                   | 4574              | 10                |
| 7                 | Chari Hawkins                    | États-Unis        | x                 | 5,83 m            | 6,16 m            | 6,16 m            | 899               | SB                | 4799              | 3                 |
| 8                 | Sophie Weissenberg               | Allemagne         | 5,95 m            | 6,09 m            | 6,10 m            | 6,10 m            | 880               |                   | 4757              | 5                 |
| 9                 | Vanessa Grimm                    | Allemagne         | 5,90 m            | x                 | 6,10 m            | 6,10 m            | 880               |                   | 4479              | 13                |
| 10                | Léonie Cambours                  | France            | 5,87 m            | 6,09 m            | x                 | 6,09 m            | 877               |                   | 4458              | 14                |
| 11                | Sofie Dokter                     | Pays-Bas          | 6,09 m            | x                 | x                 | 6,09 m            | 877               |                   | 4588              | 9                 |
| 12                | Saga Vanninen                    | Finlande          | 5,98 m            | 6,06 m            | x                 | 6,06 m            | 868               |                   | 4639              | 6                 |
| 13                | Auriana Lazraq-Khlass            | France            | 5,99 m            | 5,95 m            | 6,01 m            | 6,01 m            | 853               |                   | 4565              | 11                |
| 14                | Anouk Vetter                     | Pays-Bas          | x                 | x                 | 5,99 m            | 5,99 m            | 846               |                   | 4638              | 7                 |
| 15                | Martha Valeria Araujo Sinisterra | Colombie          | 5,90 m            | x                 | x                 | 5,90 m            | 819               |                   | 4176              | 17                |
| 16                | Sarah Lagger                     | Autriche          | 5,82 m            | x                 | 5,85 m            | 5,85 m            | 804               |                   | 4282              | 16                |
| 17                | Kate O'Connor                    | Irlande           | 5,74 m            | x                 | x                 | 5,74 m            | 771               |                   | 4455              | 15                |
| 18                | Yekaterina Voronina              | Ouzbékistan       | 5,71 m            | x                 | 5,70 m            | 5,71 m            | 762               |                   | 4155              | 19                |
| 19                | Paulina Ligarska                 | Pologne           | 5,66 m            | x                 | 5,58 m            | 5,66 m            | 747               |                   | 4174              | 18                |
|                   | Esther Condé-Turpin              | France            | NM                | NM                | NM                | NM                | NM                | NM                | 3626              |                   |
| Taliyah Brooks    | États-Unis                       | DNF               | DNF               | NM                | NM                | NM                | NM                | NM                |                   |                   |
|                   | Annik Kälin                      | DNF               | DNF               | Suisse            | DNS               | DNS               | DNS               | DNS               | DNS               | DNS               |
|                   | Carolin Schäfer                  | DNF               | DNF               | Allemagne         | DNS               | DNS               | DNS               | DNS               | DNS               | DNS               |

#### Lancer du javelot
| Lancer du javelot | Lancer du javelot                | Lancer du javelot | Lancer du javelot | Lancer du javelot | Lancer du javelot | Lancer du javelot | Lancer du javelot | Lancer du javelot | Lancer du javelot | Lancer du javelot |
| Rang              | Athlète                          | Nationalité       | Lancer            | Lancer            | Lancer            | Résultat          | Points            | Notes             | Classement        | Classement        |
| Rang              | Athlète                          | Nationalité       | 1                 | 2                 | 3                 | Résultat          | Points            | Notes             | Points            | Rang              |
| ----------------- | -------------------------------- | ----------------- | ----------------- | ----------------- | ----------------- | ----------------- | ----------------- | ----------------- | ----------------- | ----------------- |
| 1                 | Anouk Vetter                     | Pays-Bas          | 57,45 m           | 53,19 m           | 59,57 m           | 59,57 m           | 1046              | CHB               | 5684              | 2                 |
| 2                 | Emma Oosterwegel                 | Pays-Bas          | 52,48 m           | 54,88 m           | 50,75 m           | 54,88 m           | 955               | SB                | 5529              | 6                 |
| 3                 | Xénia Krizsán                    | Hongrie           | 50,20 m           | 51,23 m           | 43,35 m           | 51,23 m           | 884               | SB                | 5499              | 7                 |
| 4                 | Yekaterina Voronina              | Ouzbékistan       | 46,55 m           | 50,02 m           | x                 | 50,02 m           | 861               |                   | 5016              | 17                |
| 5                 | Sophie Weissenberg               | Allemagne         | 45,88 m           | 48,51 m           | x                 | 48,51 m           | 831               | SB                | 5588              | 4                 |
| 6                 | Saga Vanninen                    | Finlande          | 48,32 m           | 44,05 m           | 47,47 m           | 48,32 m           | 828               | SB                | 5467              | 9                 |
| 7                 | Katarina Johnson-Thompson        | Royaume-Uni       | 41,83 m           | 46,14 m           | 44,69 m           | 46,14 m           | 785               | PB                | 5710              | 1                 |
| 8                 | Kate O'Connor                    | Irlande           | 45,73 m           | 46,07 m           |                   | 46,07 m           | 784               |                   | 5239              | 13                |
| 9                 | Chari Hawkins                    | États-Unis        | x                 | 45,77 m           | 43,77 m           | 45,77 m           | 778               | PB                | 5577              | 5                 |
| 10                | Anna Hall                        | États-Unis        | x                 | 37,92 m           | 44,88 m           | 44,88 m           | 761               | SB                | 5667              | 3                 |
| 11                | Martha Valeria Araujo Sinisterra | Colombie          | x                 | 42,97 m           | 44,87 m           | 44,87 m           | 761               |                   | 4937              | 18                |
| 12                | Rita Nemes                       | Hongrie           | 41,83 m           | 44,68 m           | 42,18 m           | 44,68 m           | 757               | SB                | 5277              | 11                |
| 13                | Sofie Dokter                     | Pays-Bas          | 43,04 m           | 39,74 m           | 44,46 m           | 44,46 m           | 753               | PB                | 5341              | 10                |
| 14                | Sarah Lagger                     | Autriche          | 41,32 m           | 42,16 m           | 43,79 m           | 43,79 m           | 740               |                   | 5022              | 16                |
| 15                | Auriana Lazraq-Khlass            | France            | 42,29 m           | 33,86 m           | 36,05 m           | 42,29 m           | 711               |                   | 5276              | 12                |
| 16                | Vanessa Grimm                    | Allemagne         | 35,43 m           | 42,08 m           | -                 | 42,08 m           | 707               | SB                | 5186              | 14                |
| 17                | Noor Vidts                       | Belgique          | 41,00 m           | 40,18 m           | 39,79 m           | 41,00 m           | 686               | SB                | 5478              | 8                 |
| 18                | Esther Condé-Turpin              | France            | 40,81 m           | x                 | 38,21 m           | 40,81 m           | 683               |                   | 4309              | 20                |
| 19                | Paulina Ligarska                 | Pologne           | x                 | 35,32 m           | 40,57 m           | 40,57 m           | 678               |                   | 4852              | 19                |
| 20                | Léonie Cambours                  | France            | 38,72 m           | 39,07 m           | 36,14 m           | 39,07 m           | 649               | PB                | 5107              | 15                |
|                   | Taliyah Brooks                   | États-Unis        | DNS               | DNS               | DNS               | DNS               | DNS               | DNS               | DNF               | DNF               |
| Annik Kälin       | Suisse                           |                   | DNS               | DNS               | DNS               | DNS               | DNS               | DNS               | DNF               | DNF               |
| Carolin Schäfer   | Allemagne                        |                   | DNS               | DNS               | DNS               | DNS               | DNS               | DNS               | DNF               | DNF               |

#### 800 mètres
| 1                | Anna Hall                        | États-Unis  | 2 min 04 s 09 | 1053 | CHB | 6720 | 2   |
| 2                | Katarina Johnson-Thompson        | Royaume-Uni | 2 min 05 s 63 | 1030 | PB  | 6740 | 1   |
| 3                | Xénia Krizsán                    | Hongrie     | 2 min 08 s 93 | 980  | SB  | 6479 | 4   |
| 4                | Noor Vidts                       | Belgique    | 2 min 09 s 48 | 972  | SB  | 6450 | 6   |
| 5                | Rita Nemes                       | Hongrie     | 2 min 10 s 65 | 955  |     | 6232 | 10  |
| 6                | Esther Condé-Turpin              | France      | 2 min 11 s 23 | 947  | PB  | 5256 | 18  |
| 7                | Emma Oosterwegel                 | Pays-Bas    | 2 min 12 s 06 | 935  | SB  | 6464 | 5   |
| 8                | Yekaterina Voronina              | Ouzbékistan | 2 min 14 s 03 | 906  | SB  | 5922 | 16  |
| 9                | Kate O'Connor                    | Irlande     | 2 min 14 s 06 | 906  | SB  | 6145 | 13  |
| 10               | Auriana Lazraq-Khlass            | France      | 2 min 14 s 25 | 903  |     | 6179 | 12  |
| 11               | Vanessa Grimm                    | Allemagne   | 2 min 14 s 36 | 902  |     | 6088 | 14  |
| 12               | Sarah Lagger                     | Autriche    | 2 min 15 s 32 | 888  |     | 5910 | 17  |
| 13               | Sofie Dokter                     | Pays-Bas    | 2 min 17 s 98 | 851  |     | 6192 | 11  |
| 14               | Sophie Weissenberg               | Allemagne   | 2 min 18 s 03 | 850  | SB  | 6438 | 7   |
| 15               | Léonie Cambours                  | France      | 2 min 19 s 34 | 832  |     | 5939 | 15  |
| 16               | Saga Vanninen                    | Finlande    | 2 min 20 s 13 | 822  |     | 6289 | 9   |
| 17               | Anouk Vetter                     | Pays-Bas    | 2 min 20 s 49 | 817  | SB  | 6501 | 3   |
| 18               | Chari Hawkins                    | États-Unis  | 2 min 22 s 53 | 789  |     | 6366 | 8   |
|                  | Martha Valeria Araujo Sinisterra | Colombie    | DNS           | DNS  | DNS | DNF  | DNF |
| Paulina Ligarska | Pologne                          |             | DNS           | DNS  | DNS | DNF  | DNF |
| Taliyah Brooks   | États-Unis                       |             | DNS           | DNS  | DNS | DNF  | DNF |
| Annik Kälin      | Suisse                           |             | DNS           | DNS  | DNS | DNF  | DNF |
| Carolin Schäfer  | Allemagne                        |             | DNS           | DNS  | DNS | DNF  | DNF |

## Légende
Records et Performances
- AR : Record continental (area record)
- CR : Record des championnats (championship record)
- MR : Record du meeting (meet record)
- NR : Record national (national record)
- OR : Record olympique (olympic record)
- PR : Record paralympique (paralympic record)
- PB : Record personnel (personal best)
- SB : Meilleure performance personnelle de la saison (season's best)
- WL : Meilleure performance mondiale de l'année (world leader)
- WJR : Record du monde junior (world junior record)
- WR : Record du monde (world record)

Circonstances et Conditions
- DNF : N'a pas terminé (did not finish)
- DNS : N'a pas pris le départ (did not start)
- DQ : Disqualification (disqualification)
- NM : Aucun essai valable enregistré (No Mark)
- Q : Qualifié « directement » au prochain tour (ou à la prochaine compétition), lors d'une compétition majeure, grâce au classement ou à la réalisation des minima (automatic qualifier)
- q : Qualifié au prochain tour (ou à la prochaine compétition), lors d'une compétition majeure, grâce au repêchage ou à la réalisation de l'une des meilleures performances parmi celles des « non qualifiés directement » (grâce au meilleur temps ou à la meilleure distance par exemple) (secondary qualifier)